# LG 싸이언
LG 싸이언(LG CYON)은 2000년부터 2010년까지 존재했던 LG전자의 휴대 전화 브랜드이다.

## 역사
1995년, 금성 화통이란 브랜드를 시작으로 1996년 프리웨이, 1997년 CION을 거쳐 2000년에 lg CYON이 되었다.
초기에는 LG텔레콤(현 LG유플러스) 전용 PCS 단말기만 생산했지만, SK텔레콤을 비롯한 KTF(현 KT) 등 다른 통신사에도 제품을 공급하게 되었다. 2000년에는 아이북이라는 2G폰이 불티나게 팔렸고 2001년에는 국내최초 단화음중 유일무이한 컬러폰 CX300L/CX300K/CX300A등 컬러폰을 출시하였으나 한달뒤 삼성에서 16화음 컬러폰을 내놓는 바람에 판매량이 잠시 밀리기도 했다. 2002년 LP9000 SD2002 KP7000 LP8000 모델 16화음 컬러폰과 당시 세련된 디자인으로 삼성 컬러폰에 16화음이라는 이미지를 누루고 다시 판매 1위를 기록했다. 심지어 그 위상을 과시하듯 2002월드컵에는 IMT2000 공식사업으로 40화음에 카메라와 폴더가 돌아가며 실시간 VOD 영상통화가 가능한 획기적인 KH5000 국내최초로 KTF(현 KT)를 통해 출시했으며 화제였다 이후 삼성과 SKT는 이를 견제하기 위해 June이라는 40화음 화상통화가 가능한 단말기 IMT2000단말기를 선보이기도 했다. 2002년 12월에는 LG전자가 국내최초로 슬라이드폰을 출시하기도 했다 모델은 SD1250으로 화이트와 실버색상 그리고 SKT에 단독으로 출시했으나 이또한 판매량이 불티나 LG싸이언의 위상을 과시했다. 2003년에는 삼성이 세븐폰을 내놓으면서 1등 모바일 사업 부문에서 잠시 뺏기기도 했고 2004년, 국내최초로 MP3폰을 출시해 LG텔레콤에 단독으로 LG-LP3000이라는 모델을 출시했으며 130만화소 카메라를 달아 폭발적 성장과 많은 소비자에게 인기를 끌었으며 타사고객을 위해 KP3000(KTF전용)등을 출시하였고 이때가 MP3를 휴대폰으로 들을 수 있는 시대가 시작되었다. 2004년 늦가을에는 국내최초 300만화소 디카폰을 출시하기도 하였고 2005년 하반기에는 최초로 통신3사에 지상파 DMB 및 위성 DMB 폰을 생산해내기도 했다.
2005년에는 풀스굿싸이언과 싸이언 아이디어가 병행되어 사용되었다
2006년에는 슬로건을 '싸이언 아이디어'로 단일화 변경, 블랙 라벨이라는 이름의 고급폰 전용 라인을 편성하여 1세대로 초콜릿, 2세대로 샤인, 3세대로 시크릿을 만들어내면서 전 세계적으로 인기를 끌었으며 2008년 초콜릿폰의 생산이 중단되었고 곧 단종되었다.
2008년에는 유명아이돌 빅뱅을 모델로 LH8000 KH8000등 빅뱅의 노래중 롤리팝처럼 롤리팝이라는 명칭의 폴더폰을 내놓았다 과거 흑백폰이나 슬라이드폰보다 가볍지만 3G영상통화 64화음 당시 분위기에 전반적으로 세련된 디자인을 들어 당시 젊은층에게 많은 인기를 누렸다 기존의 슬로건인 '싸이언 아이디어'를 'touch the wonder CYON'으로 변경, 터치폰을 주력 모델로 생산할 것임을 선언했다. 2007년 세계 최초의 풀스크린 터치폰인 프라다폰을 시작으로 2009년 돌비 모바일과 차세대 인터페이스인 S-CLASS UI가 탑재된 아레나폰, DivX 플레이어를 지원하는 뉴초콜릿폰에 이르기까지 다양한 기종의 터치폰을 생산하였다.

싸이언 일부 기종에서 발생한 2010년 문제. 해당 문자 메시지는 원래 2010년 1월 1일에 수신된 문자이다.

2010년 1월, 일부 휴대 전화에서 문자 메시지 수신날짜의 연산오류로 인해 2016년으로 표시되는 버그가 발생하였다.
2011년 3월 2일 CYON 브랜드를 병행하고 LG Mobile로는 2012년 공식 변경하였다.
스마트폰에는 옵티머스로(예:옵티머스 원, 옵티머스 마하, 옵티머스 2X 등으로) (사실 LG CYON 옵티머스 Q이후부터 모든 스마트폰에 CYON 로고를 사용하지 않았다, 싸이언브랜드가 2011년 3월 2일 출시되기 전까지는 지상파DMB 안테나에 한해 CYON로고가 찍혀있었다, 하지만 공교롭게도 싸이언브랜드 폐지이후 외장형 안테나를 사용하는 LG모바일 스마트폰은 아직 없다.)출시되고 피처폰에는 LG Mobile 쿠키폰등 제품 컨셉별로 출시된다.

### 슬로건의 역사
- Looks Good/Feels Good/Sounds Good (2003년 4월 ~ 2005년 6월 14일)
- CYON idea (2005년 6월 15일 ~ 2008년 2월 26일)
- touch the wonder CYON (2008년 2월 27일~ 2009년 3월 11일)
- I'm your CYON (2009년 3월 12일 ~ 2011년 3월 2일)

## 제품 구분
싸이언 제품 모델명은 다음과 같은 구조를 갖는다.
- LG-XY0000

여기서, X는 이동 통신 회사를 의미하는데, 각 이동 통신 회사의 첫 이니셜(S: SK텔레콤 K: KT L: LG텔레콤)로 나타내며, 다음에 오는 글자인 Y는 단말기의 특징을 나타낸다. Y에 해당하는 글자는 다음과 같다.
- D: 셀룰러(800 MHz 대역을 사용하는 SK텔레콤에 해당. Digital Cellular Network의 첫 글자인 D를 표기.)
- P: PCS(1.8 GHz 대역의 사업자인 KT와 LG유플러스에 해당.)
- C: 2G 통신망 QCIF폰(LG-KC1과 2004년 이전에 출시된 모델은 일반 QCIF폰이 아닌 스마트폰 기종임.)

상기의 제품들은 VOD 기능을 지원하지 않는다.(스마트폰과 후기 SK텔레콤용 모델은 제외. SK텔레콤의 경우 모든 기종에 MOD를 기본적으로 지원함.)
- V: 동기식 3G VOD폰(후기에는 QVGA로 바뀌며, 이에 대응하여 D,P 시리즈 대신 C:QCIF가 나옴.)
- B: 동기식 3G DMB폰(초기 지상파 DMB 모델인 KD1200/LD1200 모델은 D시리즈이나 여기에 포함. 지상파 DMB와 위성 DMB를 구분짓기 위해 D와 B를 혼용한 듯하나, 뒤늦게 SK텔레콤에서도 지상파 DMB 모델이 생산됨에 따라 기존에 저가형 셀룰러 모델에 사용되고 있던 알파벳 D가 겹쳐지게 되어 이후에는 B만 사용하게 됨.)
- H: HSDPA/HSUPA폰(LG유플러스는 CDMA2000 1x EV-DO Rev.A, 최근에 출시된 중고가형 3G 기종은 H대신 U를 사용하며, U계열은 일반 휴대폰과 스마트폰이 혼재함.)

그 다음의 네 자리 숫자(0000)는 단말기 고유의 값인데, 셀룰러 대역을 사용하는 SK텔레콤의 경우 세 자리 숫자(000)이 붙고, PCS 대역을 사용하는 KT와 LG유플러스는 네 자리 숫자 그대로를 사용한다. 그러나, 간혹 LG-KC1과 같은 예외의 경우도 있다. 대한민국 이외 지역에 판매되는 모델도 기본적으로 이름을 붙이는 방식은 동일하나 대한민국의 SK텔레콤용 모델과 같이 뒷자리 고유번호는 3자리 숫자이다.

### 싸이언 단말기 목록
모델명을 계열/ 번호순서로 정렬하였으며, 출시 순서와는 무관하다.

#### D계열 - 셀룰러폰
- LG-SD100 LG 유토폰

- LG-SD290 초슬림 슬라이드폰
- LG-SD460 안테나 웰빙폰
- LG-SD910 DUO 슬라이드

#### P계열 - PCS폰
- LG-LP2010 큐빅폰
- LG-LP3900 업다운 슬라이드폰
- LG-KP4100 / LG-LP4100 리얼 스포츠카 레이싱폰
- LG-KP4000 무선블루투스 NAVI폰
- LG-LP4300 컴팩트 BANK ON폰
- LG-LP4400 멀티태스킹 MP3폰
- LG-KP4500 / LG-LP4500 블랙 슬라이드 안테나폰
- LG-KP4600 / LG-LP4600 안테나 웰빙폰
- LG-KP4700 멀티태스킹 MP3 슬라이드폰

#### C계열 PDA폰
- LG-KC8100 슬라이드 PDA폰
- LG-KC1 초콜릿 PDA폰

#### F계열
- LG-KF1100 리파인드 슬라이드
- LG-LF1200 블루투스폰
- LG-LF1300 기분존 블루투스폰

#### C계열 - QCIF 폰, VOD 미지원
- LG-SC300 컴팩트& 슬림 슬라이드
- LG-LC3200 텐디 스타일폰
- LG-SC330 컬러홀릭폰
- LG-KC3500 / LG-LC3500 컬러홀릭폰
- LG-LC3600 시그니처

#### V계열 -VOD 지원, 3G(CDMA) 통신방식
- LG-KV2300 / LG-LV2300 블랙라벨 초콜릿폰 2
- LG-SV240 /LG-KV2400 / LG-LV2400 아카펠라뮤직폰
- LG-SV260
- LG-SV280 바나나폰
- LG-SV300 / LG-LV3000 와인폰
- LG-SV300S / LG-LV3000S 스와로브스키 크리스탈 에디션폰
- LG-SV360 / LG-LV3600 고성능 3D게임폰
- LG-LV3700
- LG-LV3800 슬라이드폰
- LG-SV390 / LG-KV3900 / LG-LV3900 와인폰
- LG-SV400 유리의 핫라인 폴더
- LG-SV420 / LG-KV4200 / LG-LV4200 샤인 슬라이드
- LG-SV550 / LG-KV5500 / LG-LP5500 트위스트 디카폰
- LG-SV570 슬라이드폰
- LG-SV590 / LG-KV5900 / LG-LP5900 블랙라벨 슬라이드
- LG-SV600 / LG-KV6000 블랙라벨 초콜릿 2 슬라이드
- LG-SV710 수트폰
- LG-SV730 슬라이드폰
- LG-LV7400 블랙앤 화이트 폴더
- LG-LV7500 휘슬폰 폴더
- LG-SV770 슬림슬라이드
- LG-SV800 롤리팝 폴더폰
- LG-SV850/LV8500 와인폰 폴더
- LG-SV900 업다운슬라이드폰

#### B계열 - DMB 지원, 3G(CDMA) 통신방식
- LG-KD1200 / LG-LD1200 타임머슨 DMB폰 (이름은 D계열이지만 DMB 지원)
- LG-LB1200 회전형 DMB폰
- LG-SB130 / LG-KB1300 타임머신 DMB폰
- LG-LB1500 LCD 슬림 지상파 DMB폰
- LG-LB1700 유선형 스타일리쉬 DMB폰
- LG-KB1800 슬라이드 DMB폰
- LG-SB190 위성 DMB GPS폰
- LG-SB210 프로폰
- LG-LB2500 샤인TV 폴더
- LG-LB2500H 샤인TV 폴더
- LG-SB260 빅토리아 클래식 폴더
- LG-KB2700 / LG-LB2700 가로보기 DMB슬라이드
- LG-LB2800 컴팩트 DMB폰
- LG-LB2900
- LG-SB310 / LG-LB3100 프라다 풀터치
- LG-LB3300 랩소디 뮤직폰
- LG-LB3400
- LG-SB350 원터치 위성 DMB 슬라이드
- LG-LB4400 프리스타일 풀터치폰
- LG-SB610 / LG-KB6100 / LG-LB6100 TV스캔들 바
- LG-SB630 / LG-KB6300 / LG-LB6300 샤인 TV 슬라이드

#### H/U계열 피처폰 - 3G(WCDMA/HSDPA) 통신방식, U계열 DMB 지원 및 H계열 DMB 미지원
- LG-KH1000 HSDPA 화상통화폰
- LG-SU100 프랭클린 플래너 풀터치폰
- LG-SH110 영상통화폰
- LG-KH1200 논위피폰
- LG-KH1300 HSDPA폰
- LG-SH130 3G 슬라이드
- LG-SU130 프라다2 풀터치
- LG-KH1400 커피프린스 1호점 슬라이드
- LG-LU1400 와이드 뷰 오즈
- LG-SH150 싸이언 스톰
- LG-SH150A AMOLED 스톰폰
- LG-KH1600 GSM로밍 슬라이드
- LG-LU1600 아이스크림폰2 폴더
- LG-SH170 글로벌 로밍 영상통화폰
- LG-KU1700 T DMB 슬라이드
- LG-KH1800 오렌지컬러 슬라이드폰
- LG-KH1800M 오렌지컬러 슬라이드폰
- LG-LH2000 파워풀 DMB 스위블 슬라이드
- LG-SH210 / LG-KH2100 / LG-LH2100 터치스크린 뷰티폰
- LG-KH2200 아트라이팅 슬라이드
- LG-LH2300 터치웹폰
- LG-SH240 믹스앤 매치 슬라이드
- LG-LH2600 슬림&스타일리쉬 슬라이드
- LG-KH2700 3G 영상폰
- LG-LU2700 아이스크림폰3 폴더
- LG-KU2800 와인폰 폴더 KT
- LG-KH3100 미니시크릿폰
- LG-KH3400 스위트 폴더
- LG-KU3800 버블팝 폴더
- LG-KH3900 조이팝 폴더
- LG-SH400 알리바이 슬라이드
- LG-KU4000 주름폰
- LG-SH410 슬라이드
- LG-SU410 캔디폰
- LG-SU420/LG-KU4200 카페폰 풀터치
- LG-SU430/LG-KU4300/LG-LU4300 롤리팝2 폴더
- LG-KH4500 와인S 폴더폰
- LG-LU4500 멀티메시지 풀터치폰
- LG-SH460 고글 폴더폰
- LG-SH470 엣지 슬라이드폰
- LG-SH490 메이크업폰 폴더
- LG-LH5000 아이스크림 폴더폰
- LG-SU550 아트터치
- LG-SH560 슬림폰 폴더
- LG-KH5800
- LG-SU600/LG-KU6000/LG-LU6000 시크릿 슬라이드폰
- LG-SU630/KU6300/LU6300 뉴초콜릿폰
- LG-SH640/KH6400/LH6400 비키니 슬라이드폰
- LG-SH650/KH6500 김태희 디스코폰
- LG-SU780 롤리팝 T 폴더
- LG-KH8000/LH8000 롤리팝 폴더폰
- LG-SH810 굿모닝폰
- LG-SH840/KH8400 와인 샤베트폰
- LG-KH8200 럭셔리 메탈폰
- LG-SH860/KH8600/LH8600 와인폰3 폴더
- LG-SU900/KU9000/LU9000 아레나 풀터치폰
- LG-SU910/KU9100/LU9100 쿠키 풀터치
- LG-SU920/KU9200/LU9200 소시의 쿠키폰
- LG-KU9300 윤아의 슬림라인 풀터치
- LG-LU9400 Maxx 풀터치
- LG-SU960/KU9600 크리스탈 풀터치폰

#### H/U계열 스마트폰 - 출시한 달을 오른쪽 괄호에 병기함
- LG-SU200/LG-KU2000 인사이트 (2009년 2월)
- LG-SU210/LG-KU2100/LG-LU2100 레일라 (2010년 1월)
- LG-KU2200 레일라2 (스마트페이 풀터치) (2010년 9월)
- LG-LU2300 옵티머스 Q (2010년 5월)
- LG-LU3000 옵티머스 마하 (2010년 12월)
- LG-LU310 옵티머스 시크 (2010년 12월)
- LG-SU370/LG-KU3700/LG-LU3700 옵티머스 원 (2010년 10월)
- LG-KH5200 안드로 원 (2010년 2월)
- LG-SU540/LG-KU5400/LG-LU5400 프라다폰 3.0 (2011년 12월)
- LG-KU5900 옵티머스 블랙 (2011년 4월)
- LG-LU6200 옵티머스 LTE LGU+ 모델 (2011년 10월)
- LG-SU640 옵티머스 LTE SKT 모델 (2011년 10월)
- LG-LU6500 옵티머스 Q2 (2011년 9월)
- LG-SU660 옵티머스 2X (2011년 1월)
- LG-LU6800 옵티머스 빅 (2011년 5월)
- LG-SU760 옵티머스 3D (2011년 7월)
- LG-SU830 / LG-LU8300 옵티머스 패드 LTE (2012년 3월)
- LG-SU870 옵티머스 3D 큐브 (2012년 3월)
- LG-SU880/LG-KU8800/LG-LU8800 옵티머스 EX (2011년 9월)
- LG-SU950/LG-KU9500 옵티머스 Z (2010년 7월)

#### F 계열 스마트폰
2012년에 LG전자가 LTE, LTE-A, 광대역 LTE-A 지원 스마트폰 라인업에 붙인 형태이다. 기존과는 달리 모델명 형태가 LG-F(3자리수)(통신사를 나타내는 알파벳) 형태로 표시된다.
- LG-F100S/F100L 옵티머스 뷰 (2012년 3월)
- LG-F120S/F120K/F120L 옵티머스 LTE 태그 (2012년 2월)
- LG-F160S/F160K/F160L 옵티머스 LTE2 (2012년 5월)
- LG-F180S/F180K/F180L 옵티머스 G (2012년 9월)
- LG-F200S/F200K/F200L 옵티머스 뷰2 (2012년 9월)
- LG-F220K 옵티머스 GK (2013년 3월)
- LG-F240S/F240K/F240L 옵티머스 G 프로 (2013년 2월)
- LG-F260S 옵티머스 LTE3 (2013년 3월)
- LG-F300S/F300K/F300L 뷰3 (2013년 9월)
- LG-F310L/F310LR GX (2013년 12월)
- LG-F320S/F320K/F320L G2 (2013년 8월)
- LG-F340S/F340K/F340L G 플렉스 (2013년 11월)
- LG-F350S/F350K/F350L G 프로2 (2014년 2월)
- LG-F370S/F370K/F370L F70 (2014년 5월)
- LG-F400S/F400K/F400L G3 (2014년 5월)
- LG-F410S G3 A (2014년 8월)
- LG-F430L GX2 (2014년 8월)
- LG-F440L 아이스크림 스마트 (2015년 1월)
- LG-F460S/F460K/F460L G3 Cat.6 (2014년 7월)
- LG-F470S/F470K/F470L G3 비트 (2014년 7월)
- LG-F480S/F480K/F480L 와인스마트 (2014년 9월)
- LG-F490L G3 스크린 (2014년 10월)
- LG-F500S/F500K/F500L/F500LM/F500KC G4 (2015년 4월)
- LG-F510S/F510K/F510L G 플렉스 2 (2015년 1월)
- LG-F520S/F520K/F520L 아카 (2014년 11월)
- LG-F540S/F540K/F540L 볼트 (2015년 4월)
- LG-F560K G 스타일로 (2015년 4월)
- LG-F570S 밴드플레이 (2015년 6월)
- LG-F580L 젠틀 (2015년 7월)
- LG-F600S/F600K/F600L V10 (2015년 10월)
- LG-F610S/F610K/F610L 와인 스마트 재즈 (2015년 9월)
- LG-F620S/F620K/F620L 클래스 (2015년 9월)
- LG-F650S/F650K/F650L X스크린 (2016년 3월)
- LG-F660L 젠틀 (2015년 11월)
- LG-F670S/F670K/F670L K10 (2016년 1월)
- LG-F690S/F690L X캠 (2016년 6월)
- LG-F700S/F700K/F700L G5 (2016년 3월)
- LG-F720S/F720K/F720L 스타일러스2 (2016년 3월)
- LG-F740L X스킨 (2016년 6월)
- LG-F750K X파워 (2016년 7월)
- LG-F770S X5 (2016년 7월)
- LG-F800S/F800K/F800L V20 (2016년 9월)

#### T 계열 스마트폰
2012년부터 LG전자가 3G 전용 스마트폰 라인업에 붙이고 있는 형태이다.
- LG-T280 옵티머스 L7 (2012년 8월) - 자급제
- LG-T480S/T480K 와인스마트 3G (2015년 3월)
- LG-T540 마그나 (2015년 7월)
- LG-T390K 와인 3G (2016년 11월)

#### D 계열 스마트폰
2014년부터 LG전자가 자급제용 스마트폰 라인업에 붙이고 있는 형태이다.
- LG-D329 L70 (2014년 4월)
- LG-D690N G3 스타일러스 (2014년 8월)
- LG-D700 옵티머스 L9 (2013년 2월)
- LG-D821-16/D821-32/D821 16GB/D821 32GB 넥서스 5 (2013년 11월)

## 스폰서
- CYON MSL 2005

## 같이 보기
- 삼성 애니콜
- SK텔레콤
- 케이티프리텔
- VK 모바일